# Рот, Селсо
Селсо Рот (порт.-браз. Celso Juarez Roth; род. 30 ноября 1957, Кашиас-ду-Сул, штат Риу-Гранди-ду-Сул) — бразильский футбольный тренер, работавший с большим числом знаменитых бразильских клубов.

## Биография
Селсо Рот, имеющий немецкие корни, родился в Кашиасе-ду-Сул и там же начал карьеру футболиста в клубе «Жувентуде». Однако карьера была непродолжительной и вскоре Рот пошёл учиться на тренера по физической подготовке.
В 1988 году 31-летний Селсо Рот начал самостоятельную тренерскую карьеру. В первые годы он работал в основном с различными азиатскими командами, в том числе со сборной Катара. В 1993—1994 годах возглавлял молодёжную команду «Интернасьонала».
С 1995 года работает только на родине. Вначале он тренировал довольно скромные клубы (причём часто менял место работы), пока в 1996 году он не подписал контракт с «Интернасьоналом» уже в качестве главного тренера.
На рубеже 1990-х и 2000-х годов Селсо Рот выиграл с «Интером», «Гремио» (обоими грандами штата Риу-Гранди-ду-Сул) и «Спортом» несколько значимых трофеев, включая титулы чемпионов Лиги Гаушу. Постепенно Рот стал одним из самых востребованных специалистов в Серии A Бразилии, однако, учитывая специфику местного первенства, ему приходилось довольно часто менять клубы, не раз возвращаясь в прежние команды. В частности, в июне 2010 года, после отставки Хорхе Фоссати, отработавшего с «Колорадос» всего полгода, Селсо Рот возглавил «Интер» уже в третий раз. 8 апреля 2011 года уволен с поста главного тренера «Интернасьонала». 4 августа 2011 года назначен главным тренером «Гремио». Сменил на этом посту Жулиньо Камарго, который занимал эту должность со 2 июля 2011 года. 4 декабря 2011 года, после завершения матча последнего тура чемпионата Бразилии 2011 против «Интернасьонала», президент «Гремио» Пауло Одоне поблагодарил тренера за работу и объявил, что в следующем сезоне команду возглавит Кайо Жуниор. 15 мая 2012 года Селсо Рот был назначен главным тренером «Крузейро». По окончании сезона 2012 тренер покинул команду из Белу-Оризонти, заняв с ней 10-е место. Преемником Рота стал Марсело Оливейра.
9 августа 2016 года назначен главным тренером «Интернасьонала». Контракт подписан до конца 2016 года. 17 ноября 2016 года, вскоре после окончания домашнего матча 35-го тура серии A 2016 против «Понте-Преты», был отправлен в отставку. Преемником Рота до конца сезона был назначен Лиска.
28 октября 2022 года возглавил замыкающий турнирную таблицу за 4 тура до финиша Серии A 2022 «Жувентуде». Контракт рассчитан на сезон 2023 в Серии B.

## Достижения
- Чемпион штата Риу-Гранди-ду-Сул (2): 1997, 1999
- Обладатель Кубка Юга Бразилии (1): 1999
- Обладатель Кубка Северо-Востока Бразилии (1): 2000
- Обладатель Кубка Либертадорес (1): 2010 (возглавил команду со стадии 1/2 финала)